# Музей футбольного клуба «Коло-Коло»

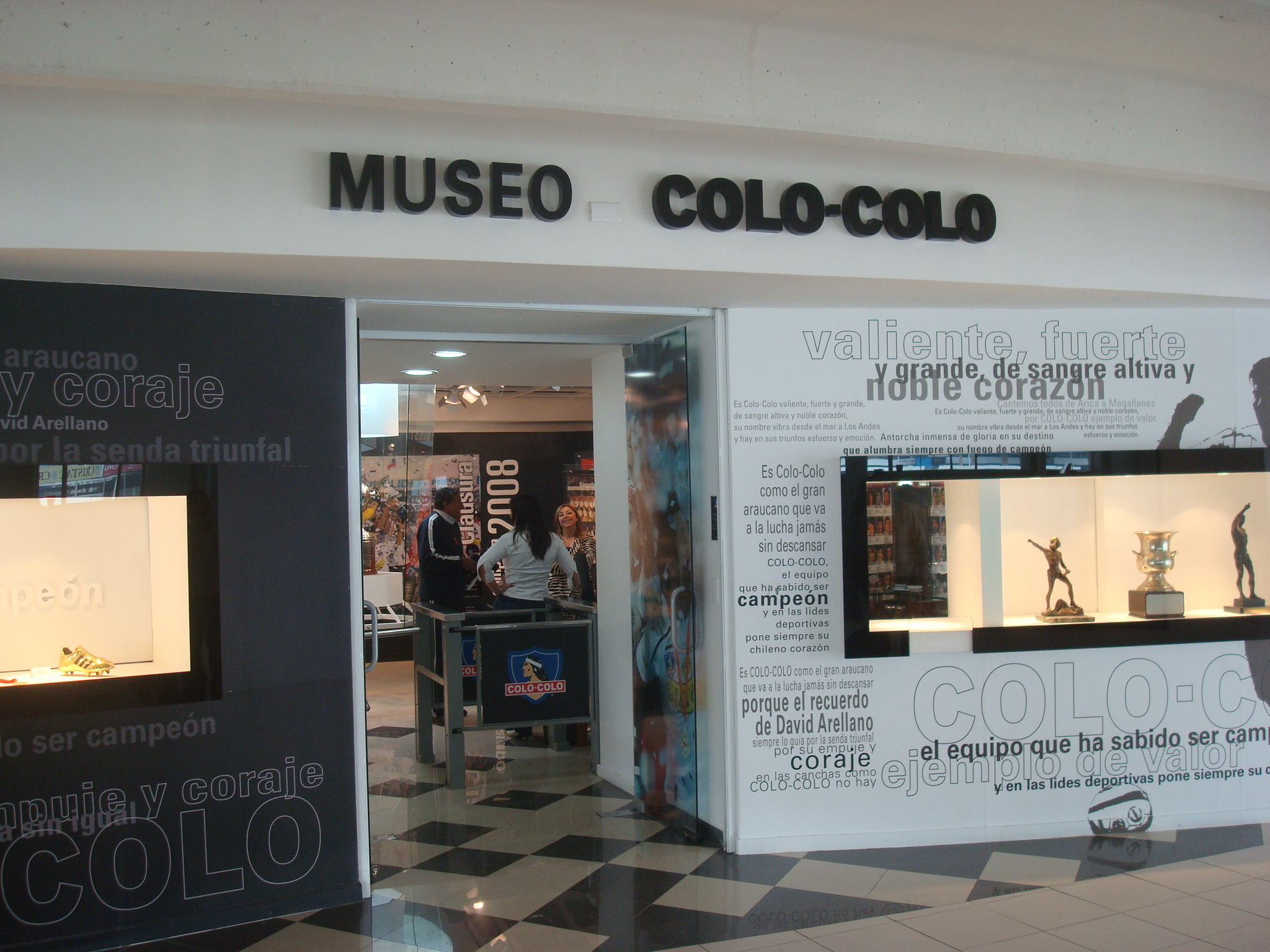
Вход в музей

Музей футбольного клуба «Коло-Коло» был открыт в июне 2009 года в секторе «Океан» стадиона «Эстадио Монументаль», Сантьяго, Чили. Он имеет площадь 250 м² и вместимость 50 человек, там находятся национальные трофеи, выигранные клубом, копия Кубка Либертадорес 1991 года и клубные футболки того времени, модель стадиона, а также особые экспонаты с чемпионатов страны начиная с победных сезонов 1937 и 1941, а также с финала Кубка Либертадорес 1973, серии из трёх чемпионств: 1989, 1990 и 1991 годов и победных чемпионатов 2006 и 2007 годов, в частности снежно-белые футболки игроков.